# Carlos Herrera y La Puente
Carlos Herrera y La Puente fue un político peruano. 
Fue elegido diputado por la provincia de La Convención en 1892. Su mandato se vio interrumpido por la Guerra civil de 1894. 